# Arenaria forrestii
Arenaria forrestii là loài thực vật có hoa thuộc họ Cẩm chướng. Loài này được Diels mô tả khoa học đầu tiên năm 1912.